# Teatro Dermeval Gonçalves

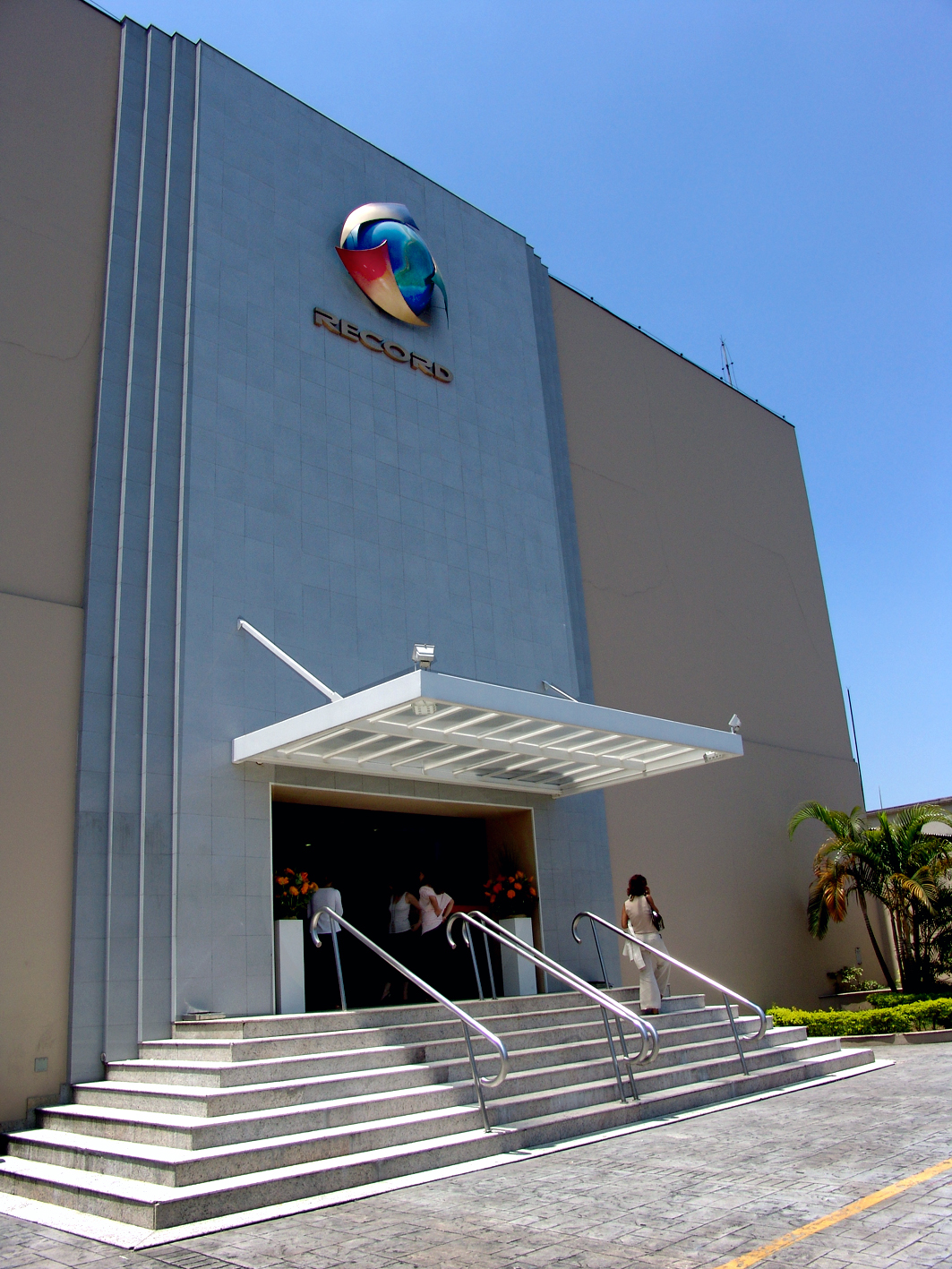
Fachada do teatro em 2006.

Teatro Dermeval Gonçalves (antigamente chamado de Teatro Record) são os estúdios pertencentes ao Grupo Record em São Paulo, capital do estado homônimo, Brasil, e que é atualmente a sede da Record.
Trata-se de um complexo com 11 estúdios nomeados de A à K, modernos e bem equipados, onde são gravados ou transmitidos alguns programas que a emissora exibe. Há ainda uma redação de jornalismo onde são feitos os telejornais Fala Brasil e Jornal da Record, e ainda um estúdio Chroma key, que serve na realização de alguns programas como o Domingo Espetacular. O complexo também possui uma pequena cidade cenográfica, que só foi usada na gravação de algumas telenovelas antes da construção do RecNov (atual Casablanca Estúdios), no Rio de Janeiro.
Além disso, há uma ala de camarins, administração, auditório de reuniões, e coletivas de imprensa. Neste auditório também ocorreu a cerimônia de inauguração da Record News em 2007, com participação de Edir Macedo, o então presidente da república Lula e o então governador de São Paulo José Serra, bem como são realizados debates para o governo de São Paulo e para a prefeitura da capital paulista. A Record São Paulo está localizada na Rua da Várzea, 240, no bairro de Barra Funda, desde 1995.
A partir de 2015, o Teatro Record passa a se chamar Teatro Dermeval Gonçalves, em homenagem ao seu diretor superintendente, que ali trabalhou por cerca de 30 anos, foi, na Década de 1990 vice-presidente da ABERT e em 2010 recebeu o diploma de "Pioneiro da Televisão Brasileira", honraria concedida pelo Governo de São Paulo a apenas 200 profissionais.

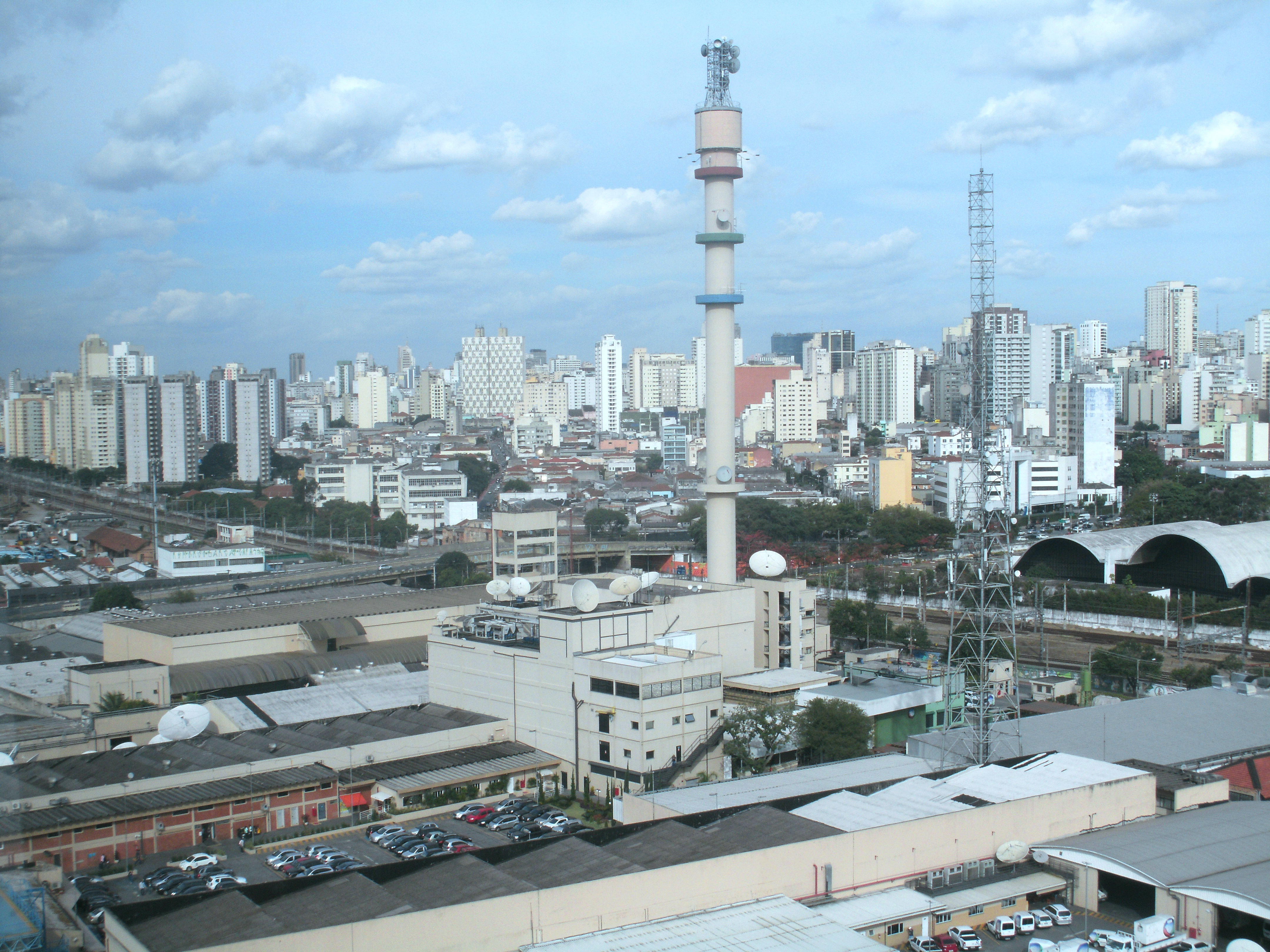
Vista dos estúdios da Record São Paulo em 2013, com destaque para a torre de transmissão.

## História
O Teatro Record foi fundado em 9 de março de 1959, na rua da Consolação, no também bairro da Consolação, na capital paulista. Na época, foi palco dos tradicionais musicais, mais notoriamente os festivais da MPB dos anos 1960 e seriados como Família Trapo. Depois de sofrer um grande incêndio, o teatro foi desativado. Após ser reativado por um curto período na Zona Central de São Paulo, foi transferido para o Jardim Aeroporto, com o nome de Teatro Paulo Machado de Carvalho onde permaneceu até 1995. Paulo Machado de Carvalho foi o fundador e proprietário da Rádio Record e TV Record dos anos 1930 até 1990.

## Histórico de endereços
- Teatro Paulo Machado de Carvalho (1953–1995): Avenida Miruna, n.º 713, bairro Indianópolis;
- Teatro Record Consolação (1959–1969): Rua da Consolação, n.º 2036, bairro Consolação;
- Teatro Record Centro (1969–1993): Rua Augusta, n.º 973, bairro Consolação;
- Teatro Dermeval Gonçalves (desde 1995): Rua da Várzea, n.º 240, bairro Barra Funda

## Programas produzidos
Jornalismo
- Balanço Geral SP
- Cidade Alerta
- Domingo Espetacular
- Fala Brasil
- Jornal da Record
- Repórter Record Investigação
- Balanço Geral Manhã
- Boletim Jornal da Record

Variedades
- Hoje em Dia

Também são produzidos todos os programas da Record News e programas da Igreja Universal.